# Afareo de Atenas
Afareo (siglo IV a. C.) fue un orador y trágico ateniense. Se formó en la escuela de Isócrates, junto con Teodectes. Fue hijo de Hipias el sofista e hijo adoptivo de su maestro Isócrates. Compuso unas treinta y siete tragedias, y salió ganador en cuatro ocasiones en los festivales de teatro. Hoy día, de su producción trágica solo sobreviven algunos fragmentos. Además, se conserva un epigrama suyo en la Antología griega.